# Конь рыжий. Записки контрреволюционера
«Конь ры́жий. Запи́ски контрреволюционе́ра» (иногда называется также «Конь рыжий», либо «Записки контрреволюционера», либо Записки Кушнарёва) — документально-публицистическая книга украинского политика и государственного деятеля Евгения Кушнарёва. Являлась второй и предпоследней книгой автора. Презентована 22 ноября 2005 года в Харькове. Книга содержит подборку документов, имеющих отношение к событиям Оранжевой революции на Украине 2004 года и состоит из трех частей — вступления автора; ряда документов, расположенных в хронологическом порядке; заключения. В январе-феврале 2007 года, после убийства Кушнарёва, книга «Конь рыжий. Записки контрреволюционера» стала одной из самых продаваемых в Харькове.

## История создания
Идея написания книги появилась у Кушнарёва во время нахождения под стражей после ареста Генеральной прокуратурой Украины 17 августа 2005 года, которое Печерский суд Киева продлил до 10 дней. После восьмидневного ареста Кушнарёв был выпущен, и сразу по возвращении в Харьков приступил к написанию книги. Работа над ней продолжалась со второй половины августа до октября.
Книга была отпечатана в издательстве Харьков тиражом 5 тысяч экземпляров и 22 ноября 2005 года была презентована Кушнарёвым в фойе Харьковского государственного академического театра оперы и балета им. Н. Лысенко. 500 экземпляров книги из авторского фонда были бесплатно подписаны и подарены Кушнарёвым всем желающим во время презентации.

## Содержание
Основную часть книги составляют документальные материалы: постановления, протоколы и резолюции, которые приводятся в книге без авторских оценок и комментариев. Также в книге содержатся выдержки из дневника Кушнарева периода конца 2004 года. Книга состоит из 13 глав, которыми описываются 13 дней политического кризиса 2004 года на Украине: от первого митинга сторонников Виктора Ющенко на площади Независимости 22 ноября 2004 года в Киеве на следующий день после второго тура голосования на выборах президента Украины до 4 декабря 2004 года, когда стало известно о решении Верховного суда Украины о назначении третьего тура выборов и когда в Харькове прошел Всеукраинский съезд советов.

## Мнения
Русским харьковским поэтом и публицистом Станиславом Минаковым книга Кушнарёва была названа «мощным „контрреволюционным“ ответом оранжевому лагерю». «„Конь рыжий“ — один из апокалиптических образов, несущих смерть» — отмечает Минаков. Эта прямая цитата из последней книги Нового Завета, Откровения Иоанна Богослова, раскрывает позицию автора, который вводит читателя «в высокий духовный регистр размышлений об оранжевых событиях, их уже видимых и предстоящих последствиях. Какими бы высокими лозунгами ни прикрывались ниспровергатели, мы не должны забывать, что дорога в ад вымощена, в том числе, и благими намерениями» — пишет Минаков.
Украинский доктор политических наук НАНУ Валентин Якушик, ссылаясь на книгу Кушнарёва и опубликованные там материалы, в том числе слова самого Кушнарёва на съезде в Северодонецке, отмечал, что на начало 2006 года оппозиционные политики часто называют события конця 2004 — начало 2005 року «оранжевым» путчем или
переворотом, тем самим явно стараясь придать этим событиям негативной политическую окраску и соответствующую смысловую нагрузку.
Украинский политолог Кость Бондаренко на основании названия книги Кушнарёва указал на явные параллели его книги с трудами другого харьковского эсеровского политического деятеля Бориса Савинкова (1879—1925), выпустившего книги со сходными названиями: «Конь бледный», «Конь вороной», «Записки революционера». Бондаренко отметил сходное в платформах двух политиков — борьба с революциями (Кушнарёв — с оранжевой 2004 года, Савинков — с большевистской 1917 года) однако указал и на различия в подходах Кушнарёва и Савинкова. Савинков имел эсеровскую концепцию революции, и эти методы никогда не были присущи Кушнарёву. Однако, «Контрреволюционеры — это тоже революционеры», пишет политолог, характеризуя Кушнарёва. Кушнарёв также бросал вызовы «системе»: в 1989 году — КПСС, в 1996 году — администрации Дмитрия Табачника, в 1997 году — активно действовал против Павла Лазаренко, в 2000-х пытался доказать Кучме нецелесообразность опоры на олигархов, в 2004 году — выступил против оранжевой власти и революции.
Украинский журналист Владимир Долганов назвал книгу «Конь рыжий…» первой по-настоящему серьёзной попыткой осмыслить произошедшее с Украиной во время Оранжевой революции, «роль и место основных отечественных и зарубежных политических игроков во время переворота в стране и водружении на трон Виктора Ющенко». «Изданная в мягком переплете тиражом всего в пять тысяч экземпляров, — пишет Долганов — она явно не тягается во внешнем оформлении с гроссбухами „оранжевых“. Но тут же стала бестселлером, невзирая на то, что местные „независимые“ СМИ и словом о её выходе не обмолвились».
Исследователь К. В. Ганшина в статье в «Вестнике Львовского национального университета» написала, что несмотря на художественно-публицистический стиль книги она имеет очень большое научное значение, так как содержит ранее не публиковавшиеся первичные документы органов местного самоуправления. В отличие от аналогичных изданий на эту тематику, книга много внимания уделяет именно событиям в Харькове, помогает определит место Харьковщины в событиях конца 2004 года на Украине и раскрывает роль представителей органов местного самоуправления в жизни региона.

## Дополнительная информация
- Книга Кушнарёва после убийства политика и его смерти 17 января 2007 года начала рассматриваться в качестве бестселлера и некоторое время являлась самой востребованной книгой в магазинах Харькова. Уже с 19 января отмечался повышенный спрос на книгу среди покупателей, который во многих магазинах не мог быть удовлетворён из-за отсутствия необходимого количества экземпляров книги в продаже[7][8].
- Книга Кушнарёва рекомендуется в качестве исторического источника по истории оранжевой революции в учебных программах вузов Украины, в частности, исторического и гуманитарных факультетов Киевского национального университета имени Т. Шевченко[9].
- Сын политика Андрей Кушнарёв отметил, что в книге «Конь рыжий» отец привёл своё выступление на съезде в Северодонецке. Его речь была не самая острая по радикальности в контексте какого-то раскола или сепаратизма, но те, кто выступал на съезде с более радикальными речами были менее интересны оранжевой власти, и статус «главного сепаратиста страны» получил именно Кушнарев[10].

## Библиографическое описание
- Кушнарёв Евгений Петрович. Конь рыжий. Записки контрреволюционера. — Харьков: Издательство «Харьков», 2005. — 280 с. — ISBN 966-7100-39-1.